# زمین‌لرزه ۱۳۹۸ گچساران
زمین‌لرزه ۱۳۹۸ گچساران با شدت ۵٬۲ در مقیاس ریشتر ساعت ۲۱ دقیقه و ۱۸ ثانیه بامداد دوشنبه، ۱۴ مرداد ۱۳۹۸ به وقت تهران رخ داد؛ و استان کهگیلویه و بویراحمد را لرزاند. همچنین این زمین لرزه در بخش‌هایی از استان‌های فارس، خوزستان و بوشهر نیز احساس شده‌است.

## کانون زلزله
این زمین‌لرزه در ساعت ۰۰:۲۱:۱۸ به وقت تهران رخ داد. مرکز زمین‌لرزه در نقطه ای مابین روستاهای اسپر، مارین و دیل (گچساران) از توابع شهرستان گچساران قرار دارد.

## مشخصات
- تاریخ (به وقت محلی): ۱۳۹۸/۰۵/۱۴
- ساعت (به وقت محلی): ۰۰:۲۱:۱۸
- شدت: ۵٬۲ ریشتر
- طول جغرافیایی: ۵۰٬۷۸
- عرض جغرافیایی: ۳۰٬۵۸
- عمق زمین‌لرزه: ۱۰ کیلومتری

نزدیک‌ترین شهرها:
- ۲۰ کیلومتری چرام
- ۲۵ کیلومتری دوگنبدان
- ۳۲ کیلومتری دهدشت

## تلفات و خسارات
این زمین‌لرزه تلفات جانی نداشت اما باعث ترک خوردگی دیوارها و شکستن شیشه‌ها تعدادی از ساختمان‌های مناطق شهری و روستایی شد؛ و باعث ریزش کوه در جاده دیل شد.